# 湖坪乡
湖坪乡，是中华人民共和国江西省抚州市乐安县下辖的一个乡镇级行政单位。

## 行政区划
湖坪乡下辖以下地区：
街上村、坊塘村、长富村、参陂村、东山村、段上村、西头村、善和村、中村和鹤立村。

## 中国传统村落
2012年，湖坪村被评为首批“中国传统村落”。